# Jutland Meridionale

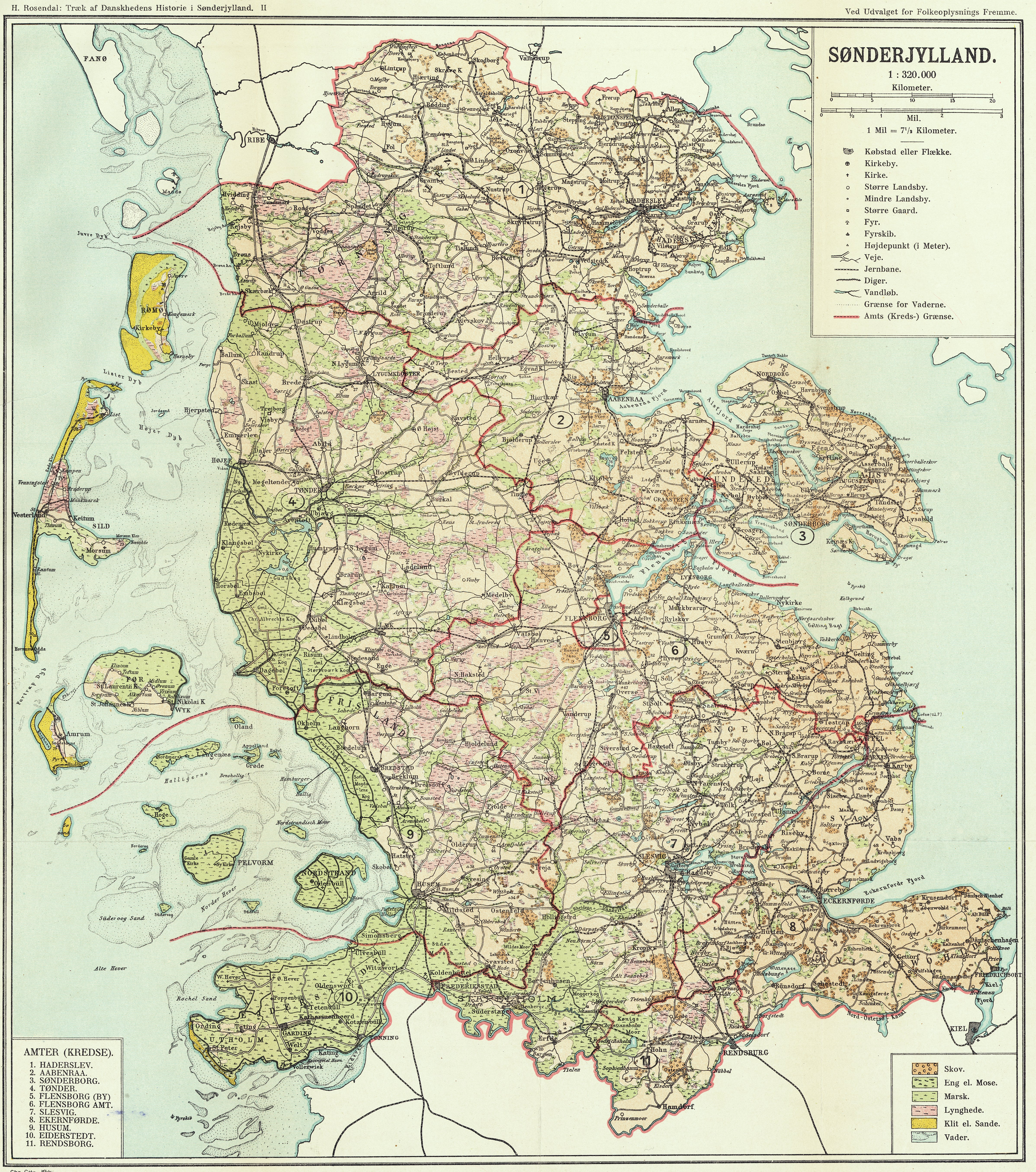
Mappa dello Jutland Meridionale (1918).

Lo Jutland meridionale (in lingua danese Sønderjylland) è la regione a sud del fiume Kongeå nello Jutland. La regione a nord del Kongeå viene chiamata Nørrejylland (Jutland settentrionale). Durante il Medioevo entrambi i territori ebbero le loro proprie assemblee - ting - (a Viborg e Urnehoved). Lo Jutland meridionale è menzionato per la prima volta nella saga di Knýtlinga.

## Storia
Nel XIII secolo lo Jutland meridionale divenne un ducato. Il primo duca fu Knud Lavard. Nel tardo XIV secolo esso prese il nome di Ducato di Schleswig, dal nome della città di Schleswig (Slesvig).
Seguendo i plebisciti nello Schleswig del 1920, lo Jutland meridionale venne diviso in Schleswig settentrionale e Schleswig meridionale. Lo Schleswig settentrionale fu anche noto come contea dello Jutland meridionale (1970-2006) ed è parte adesso della regione della Danimarca meridionale. Lo Schleswig meridionale è una parte dello Schleswig-Holstein, Stato federato della Germania.
Entrambe le parti cooperano oggi come una Euroregione, la quale comprende la maggior parte dello Jutland meridionale.